# Toohoolhoolzote
Toohoolhoolzote est un chef Nez-Percé du groupe des Pikunan, né dans les années 1820.
En mai 1877, il est choisi comme porte-parole lors d'une réunion avec le général Howard, concernant le devenir des groupes Nez-Percés n'ayant pas signé le traité de Lapwai de 1863 (celui-ci ayant pour objet de limiter les terres de la tribu). Durant cette réunion, Howard le fait arrêter et envoyer quelques jours en prison.
Toohoolhoolzote participe ensuite à la guerre des Nez-Percés de 1877. Il est tué le 30 septembre 1877 durant la bataille de Bear Paw.